# Rakesh Deewana
Rakesh Deewana (1969 en Hathras, Uttar Pradesh - 27 de abril de 2014) fue un actor indio. Murió en la mañana del 27 de abril de 2014, debido a una enfermedad causada después de someterse a una cirugía bariátrica en Indore.

## Filmografía

### Filmes
- Hello Hum Lallann Bol Rahe Hain (2010)
- Baabarr (2009)
- Manoranjan: The Entertainment (2006)

### Televisión
- Ramayan (2008)